# 사 (성씨)
사(謝, 史, 舍)씨는 중국과 한국의 성씨이다.

## 역사 사 史
사(史)씨는 중국 경조(京兆 : 섬서성 관중도 장안현)에서 계출(系出)된 성씨(姓氏)로 주나라 때 사질(史侄)이라는 벼슬 이름을 따서 사(史)씨가 되었다고 한다.
사(史)씨는 2015년 대한민국 통계청 인구조사에서 10,730명으로 조사되었다. 본관은 청주, 거창 등 2본이 있다.
- 거창 사씨(居昌史氏)는 고려 예종 때 귀화하여 서북면병마사(西北面兵馬使)로서 여진(女眞)의 침입을 토벌하고 병부상서(兵部尙書)를 지낸 후 거창(居昌)에 뿌리를 내린 사영(史榮)의 후예로 알려져 있다. 인물로는 고려 명종 때 명종 때 좌복야(左僕射) 참지정사(參知政事) 사정유(史正儒), 고려 고종 때 참지정사(參知政事) 사홍기(史洪紀), 병부상서(兵部尙書) 사광필(史光弼), 안무사(安無使) 사정기(史挺紀) 등이 기록되어 있다. 2015년 인구는 35명이다.
- 청주 사씨(靑州史氏)는 중국 산동성(山東省) 청주(靑州) 출신인 사요(史繇)가 명(明)나라 개국공신(開國功臣)으로 예부 상서(禮部尙書)에 올랐으나 세자(世子)와 함께 반역을 꾀했다는 모함을 받자 아들 형제 중 장남 중(重)을 데리고 1372년(공민왕 21) 고려(高麗)에 망명하여 경기도 파주군 월롱면(月籠面) 위전리(葦田里)에 정착한 것이 시초가 된다. 2015년 인구는 8,248명이다.
  - 청송 사씨(靑松史氏)는 청주 사씨의 시조 사요(史繇)가 고려에 건너올 때 중국에 두고 온 둘째 아들 사직(史直)의 8세손인 사세용(史世用)이 정유재란(丁酉再亂) 때 명(明)나라 원군으로 출정했다가 난이 평정된 후 조선에 귀화하여 경북 청송에 터를 잡아 본관을 청송으로 칭관(稱貫)해 왔다. 2015년 인구는 620명이다.

사(史)씨의 현대 인물로는 대한민국의 대법관 사광욱(史光郁), 홍천군수 사교진(史敎鎭), 배우 사미자(史美子), 세계일보 사장 사광기(史光基), 역도 선수 사재혁 등이 있다.

## 모래 사 沙
사(沙)씨는 백제의 대성팔족(大姓八族) 중 하나이다.
사씨(沙氏)는 『수서(隋書)』와 『신당서(新唐書)』 등에 연씨(燕氏)․협씨(劦氏)․해씨(解氏)․정씨(貞氏)․국씨(國氏)․목씨(木氏)․백씨(苩氏) 등과 함께 백제의 대성팔족(大姓八族)으로 기록되어 있다.
사(沙)씨는 2015년 대한민국 통계청 인구조사에서 26명으로 조사되었다.

## 사례할 사 謝
사(謝)씨는 시조는 사신백(謝申伯)으로 강태공의 후손이다. 인물로는 동진(東晋)시대 문학가 사안(謝安), 중국 6조시대(六朝時代)의 문인 사령운(謝靈運)이 있다. 현대 인물로는 배우 사정봉이 있다.
사(謝)씨는 대한민국 통계청 인구조사에서 2000년에는 135명, 2015년에는 61명으로 조사되었다. 본관은 강남 20명, 한산 10명, 한양 7명 등이다. 청나라 말기에 조선에 귀화(歸化)한 것으로 알려져 있으나, 상계(上系)가 실전(失傳)되어 소목(昭穆)은 밝힐 수 없다.

## 집 사 舍
사(舍)씨는 2015년 대한민국 통계청 인구조사에서 46명으로 조사되었다. 본관은 태안(泰安)이 44명이다.
조선 초기 인물로 《세조실록》 등에 사방지(舍方知)가 기록되어 있다.
《조선씨족통보(朝鮮氏族統譜)》에는 사(舍)씨의 본관이 부평(富平)과 태안(泰安) 2본으로 기록되어 있다.
1930년도 국세조사(國勢調査) 당시 2가구가  나타났는데, 당시 경기도 파주군에 살고 있던 사재성(舍在成)의 말에 따르면, 본성(本姓)이 광산 김(金)씨였는데 10대조(代祖) 김극윤(金克胤)씨가 사(舍)씨로 개성(改姓)했다고 하나 고증할 수 없다. 1985년 조사 때는 23가구 87명이 살고 있는 것으로 파악되고 있다.

## 기타 사씨
사(佘, 여)씨는 기록에 일부 남아 있으나, 현재에는 사라졌다. 고구려에 사부구(師夫仇)라는 장수가 있었으나, 사(師)씨는 현재 없다. 사(佘, 師)씨는 한국의 토착 성본이다.
백제, 마한의 토성에는 한자가 조금씩 다른 사택(砂宅)씨, 사택(沙宅)씨, 그리고 사타(沙吒), 사문(沙門)씨가 있었고, 이들이 단성으로 줄여 사(沙), 사(斯)씨가 되었다고도 한다. 이들은 복성이었으므로 단성 사(沙)씨와는 다르다. 백제에는 남방에서 용병을 데려와 특이한 복성의 사람들이 있었는데, 고구려 광개토대왕이 백제를 정벌하고 백제 유민을 데려갔으며, 당나라도 백제를 멸하고 이들을 데려갔다.
단성 사(師), 사(沙), 사(斯)도 존재하지 않는다. 《조선왕조실록》에 간혈적으로 나타나기도 한다. 일설에 사씨가 죽을 사(死)를 연상시켜 한국의 사씨들이 다른 성으로 변경했다는 이야기도 있다.